# Genenbank

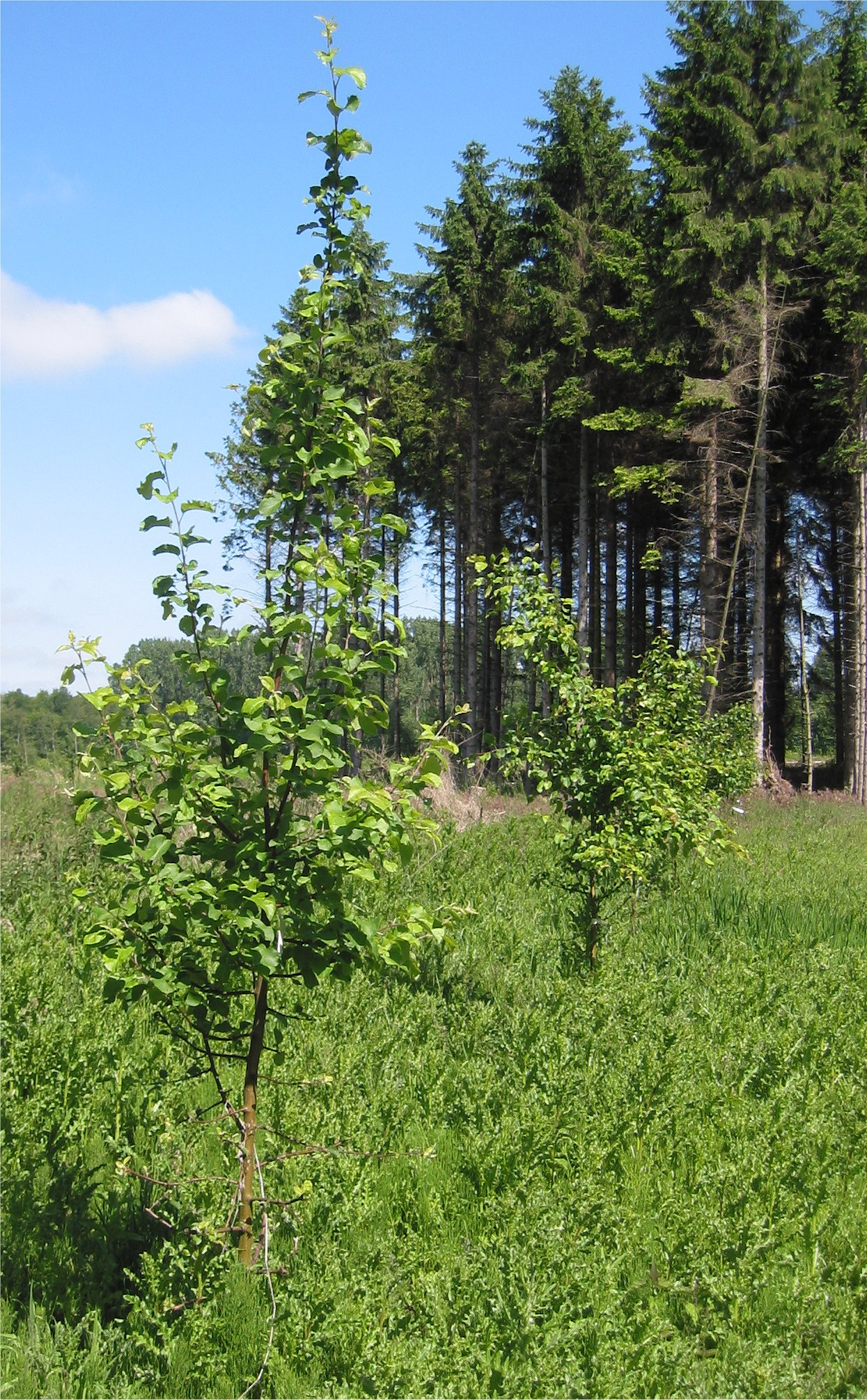
Wilde appel in de genenbank te Dronten

Een genenbank is een plaats waarin genetisch materiaal bestaande uit zaden, sperma en planten wordt opgeslagen. Zo worden zaden in diepvries bewaard in een zaadbank, sperma in vloeibare stikstof en planten uitgeplant. De zaden kunnen onder deze omstandigheden 25 jaar bewaard blijven. Wereldwijd zijn er ongeveer 1300 genenbanken, waarin monsters (accessies) van zes miljoen rassen en soorten zijn opgeslagen. De werkzaamheden van een genenbankbeheerder omvatten het bijeenbrengen, vermeerderen, bewaren, waarderen, beschrijven en uitgeven van plantmateriaal. Alleen bedrijven en instellingen kunnen uit een genenbank monsters aanvragen.

## België

### Planten
De grootste Belgische zadenbank en genenbank is deze van de Nationale Plantentuin van België waar een 4,5 miljoen zaden worden bewaard. Daarnaast bezit deze ook een plantentuin waar 4 miljoen planten groeien.

#### Fruit
De Nationale Boomgaardstichting (NBS) heeft een eigen groot fruit genenbank sinds 1973 waarin een 3500-tal soorten aanwezig zijn. Dit is zowel ex situ als in situ op eigen domeinen en op gedecentraliseerde private domeinen, kasteelparken en landerijen.
De VITIS genenbank is een genenbank voor druiven. Deze wordt eveneens door de NBS beheerd en bestaat uit de collectie van Wies Mariën die werd overgenomen in 1980 en aangevuld. In 2001 sloot het provinciaal Tuinbouwcentrum te Hoielaart zijn druivengenenbank en werden deze aan de VITIS genenbank toegevoegd.
Met de oprichting van het International Network for the Improvement of Banana and Plantain (Inibap) in 1985 werd in het het Laboratorium voor Tropische Plantenteelt aan de faculteit Landbouwkundige en Toegepaste Biologische Wetenschappen van de Universiteit van Leuven een in-vitrogenenbank voor bananen geïnstalleerd. Ondertussen is deze de grootste ter wereld waarbij gedecentraliseerde deelcollecties verspreid zijn over andere instituten en laboratoria.

## Nederland
De Nederlandse genenbank van plantenzaden, bosbouwgewassen en van landbouwhuisdieren wordt beheerd door het Centrum voor Genetische Bronnen (CGN) te Wageningen. Daarnaast beheert de Botanische Tuin Radboud Universiteit te Nijmegen een uitgebreide collectie van wilde niet-knoldragende Solanaceae-soorten, die behoort tot de Stichting Nationale Plantencollectie. Deze collectie omvat 58 geslachten en 3145 monsters (accessies).

### Landbouwhuisdieren
De genenbank van landbouwhuisdieren omvat de collecties van runderen, varkens, paarden, schapen, geiten en pluimvee. Niet alleen zeldzame rassen, die met uitsterven worden bedreigd zijn opgeslagen, maar ook veelgebruikte, commerciële rassen.
Het sperma van de volgende rassen is opgeslagen:
- Runderen
  - Fries roodbont, Lakenvelder, Brandrode, Groninger Blaarkop, Maas-Rijn-IJssel, Fries-Hollands, Holstein-Friesian
- Paarden
  - Gelders paard, Groninger paard, Nederlands trekpaard
- Varkens
  - diverse (basis)lijnen van commerciële varkensfokkerijgroeperingen,
- Schapen
  - Schoonebeker heideschaap, Drents heideschaap, Veluws heideschaap, Kempisch heideschaap, Mergellandschaap,
- Pluimvee
  - Barnevelder, Drentse hoen, Hollandse kriel, Twents hoen, Nederlandse uilebaard, Welsumer, Brabanter, Fries Hoen, Kraaikop, Lakenvelder en Nederlandse baardkuifhoen.

### Planten

#### Ex situ
De ex situ genenbank van planten omvat rassen van landbouw- en groentegewassen. Siergewassen ontbreken op de lelie na hierin.
Zaden van de volgende gewassen zijn opgeslagen:
- Groentegewassen
  - sla, spinazie, kool, ui, prei, tomaat, peper, aubergine, komkommer
- Landbouwgewassen
  - aardappel, tarwe, gerst, haver, maïs, veldboon, erwt, lupine, klaver, vlas, grassoorten
- Fruitgewassen
  - appel
- Siergewassen
  - lelie

Doordat de zaden op den duur hun kiemkracht verliezen en doordat er na herhaaldelijke uitgifte niet meer genoeg zaad aanwezig is moeten de monsters vermeerderd worden. Hierbij is het belangrijk dat er geen kruisbestuiving optreedt.

#### In situ
Op 15 mei 2006 heeft Minister Veerman (LNV) de in situ genenbank voor bosbouwgewassen "bronnen voor nieuwe natuur" geopend. De genenbank zal gaan bestaan uit 3500 autochtone bomen en struiken van bijna 60 verschillende soorten en is aangeplant in het Roggebotzand in Dronten.
Hortus Bulborum is de officiële genenbank voor de voorjaarsbolgewassen. Deze genenbank omvat meer dan 2500 verschillende soorten, waaronder meer dan 1500 tulpen, 115 hyacinten, ongeveer 800 narcissen, ruim 20 irissoorten, 50 krokussoorten en bijna twintig verschillende Fritillaria-soorten. De oudste gekweekte tulp in de genenbank is de enkele vroege tulp 'Duc van Tol Red and Yellow' uit 1595. Die bij narcis, de Dubbele Kampernelle, ook wel bekend als Narcissus 'Alba Odorus Plenus' uit 1601 en de oudste Fritillaria is Fritillaria imperialis 'Prolifera' uit 1577.

## Internationale samenwerking
De Europese genenbanken uit 36 landen werken sinds 1980 samen in het European Co-operative Program for Crop Genetic Resources Networks (ECP/GR).
Wereldwijd werken de genenbanken samen in het International Plant Genetic Resources Institute (IPGRI), onderdeel van CGIAR (voorheen de Consultative Group on International Agricultural Research, zie de Engelstalige Wikipedia).

## Spitsbergen
In 2008 werd op het eiland Spitsbergen, zo'n 565 kilometer ten noorden van Noorwegen een internationale genenbank geopend. Om zo veel mogelijk soorten te behouden voor de toekomst kunnen zaden van gewassen daar worden opgeslagen. De opslagplaats bevat de zaden van zo'n 200 000 gewassen van over de hele wereld. De opslagkluis bevindt zich aan het einde van een 125 meter diepe tunnel in de permafrost. Dankzij de permanent bevroren grondlaag is er weinig extra energie nodig om de zaden op een temperatuur van -18 °C te houden. De zaden zouden op die manier zo'n 10.000 jaar bewaard kunnen worden.